# Les Pintades à Londres
 (mai 2024).
Si vous disposez d'ouvrages ou d'articles de référence ou si vous connaissez des sites web de qualité traitant du thème abordé ici, merci de compléter l'article en donnant les références utiles à sa vérifiabilité et en les liant à la section « Notes et références ».
Les Pintades à Londres est un guide touristique écrit par une journaliste française, Virginie Ledret sous la direction de Layla Demay et Laure Watrin.

## Résumé
Les Pintades à Londres est un recueil de chroniques journalistiques et de bonnes adresses londoniennes. L'ouvrage dépeint les modes de vie des Londoniennes. Il recense environ 200 adresses d'établissements londoniens.

## Chapitres
- Au début était la It Girl, riche, sexy et décadente[1]
- La pintade posh posh posh, riche et classique[1]
- La Single de choc, excentrique et pragmatique[1]
- La Londonienne high art & high brow, étudiante, urbaine et intello[1]
- La pintade DIY, débrouillarde, tough, altermondialiste et libertaire[1]
- La North London Girl, européenne et sociable[1]
- La princesse de l'Empire, riche, pauvre et ethnic[1]
- La pintade grungy, bohème et créative[1]
- Sexy Chick, volontaire et téméraire[1]
- Mummy! pleine de ressources et endurante[1]
- Conclusion[1]
- Lexique[1]
- Les adresses des pintades[1]

## Ce titre dans d'autres formats et éditions
- 1 titre publié aux Éditions Jacob-Duvernet :
  - Virginie Ledret, Layla Demay (dir.) et Laure Watrin (dir.) (ill. Sophie Bouxom), Les Pintades à Londres : Chroniques de la vie des Londoniennes, Paris, Jacob-Duvernet, coll. « Les Pintades à », 12 octobre 2006, 1re éd., 212 p., 15,5 cm × 24 cm × 1,6 cm, couverture couleur, broché (ISBN 2-84724-113-2 et 978-2-847-24113-6, lire en ligne)

- 1 titre publié aux Éditions Le Livre de poche :
  - Virginie Ledret, Layla Demay (dir.) et Laure Watrin (dir.) (ill. Sophie Bouxom), Les Pintades à Londres : Chronique de la vie des Londoniennes, leurs adresses, leurs bons plans, Paris, LGF/Le Livre de poche, coll. « Le Livre de poche », 5 mars 2008, 1re éd., 320 p., 11 cm × 18 cm × 1,6 cm, couverture couleur, broché (ISBN 978-2-253-08484-6 et 2-253-08484-0, lire en ligne)